# Ангел Авроры
«Ангел Авроры» (исп. El ángel de Aurora) — мексиканская теленовелла, созданная продюсером Роем Рохасом для компании TelevisaUnivision, основанная на теленовелле 1986 года «Девчонка», созданной создателем Рикардо Рентерией. В главных ролях: Наталья Эсперон, Хорхе Салинас и Рафаэль Новоа. Премьера сериала состоялась 29 июля 2024 года на телеканале Las Estrellas.

## Сюжет
В юности Аврора обручилась с Антонио Мурриетой, который ее очень любил. Сестра Авроры Иезавель, видя ее счастье, полна ревности, которая заставляет ее замышлять немыслимое с намерением ее уничтожить. В разгар своего негодования Иезавель отдает Аврору в руки каменщика по прозвищу Эль Пинтас, который насилует ее, оплодотворяя от нее сына по имени Габриэль. Манипуляции и ложь Иезавели заставляют Антонио бросить Аврору с Габриэлем на руках в день их свадьбы. Ослепленный своим сексизмом, Мигель, отец Авроры, выхватывает у нее сына и отдает его Паскуалю Сантосу, который воспитывает его вместе со своей женой Викторией.
Двадцать девять лет спустя Габриэль теперь Анхель Сантос, скромно образованный человек, но с самыми сильными семейными ценностями. Судьба сводит жизнь Анхеля с Хеленой Мурриетой, дочерью Антонио. Хелена — идеалистичная и предприимчивая молодая женщина, которая начинает работать в компании Corporativo Campero менеджером по маркетингу. Анхель и Хелена влюбляются друг в друга, однако Хелена — девушка Демиана, сына Иезавели, который унаследовал от матери способность манипулировать и из-за своих амбиций готов переступить через всех, даже через собственную семью.
Несмотря на все прошедшие годы, Аврора не теряет надежды найти сына Габриэля и обнаруживает, что может снова полюбить благодаря Хулио Сезару Рей, юристу компании Corporativo Campero, президентом которой она является. Однако возвращение Антонио в жизнь Авроры в качестве партнера-акционера компании вернет воспоминания о предательстве и боли, когда он оставил ее брошенной у алтаря.

## В ролях

### Основной состав
- Хорхе Салинас — Антонио Мурриета
  - Алексис Себальос — молодой Антонио
- Наталья Эсперон — Аврора Камперо
  - Валерия Флориан — молодая Аврора
- Рафаэль Новоа — Хулио Сезар Рей
- Полина Матос — Хелена Мурриета
- Моисес Пеньялоса — Анхель Сантос / Габриэль
- Хосе Пабло Минор — Демиан Морга
- Марисоль дель Ольмо — Джезабель Камперо
  - Даниэлла Кортес — молодая Джезабель
- Габриэла Риверо — Виктория Бонилья
- Роберто Бландон — Паскуаль Сантос
- Росио Вердехо — Патрисия Хиль
- Лигия Уриарте — Бриана Кероль
- Хуан Пабло Хиль — Эдгар Баутиста
- Габриэла Каррильо — Касандра Авила
- Нубия Марти — Эсперанса Кастро
- Лало Паласиос — Эль Морро
- Карла Гомес — Эльвия
- Пако Руэда — Глорио
- Кристиан Рамос — Акилес Досамантес
- Присцила Солорио — Мэгги Перес
- Изабела Васкес — Анита
- Джейден Суарес — Эль Ролас
- Пабло Гарсиа — Луис Альберто Рей
- Педро Сикард — Фабрицио
- Рене Касадос — Хувентино Масиас «Эль Пинтас»

### Постоянные и приглашенные звезды
- Леонардо Даниэль — Мигель Камперо
- Марко Кордеро
- Хуан Бернардо Флорес
- Сантьяго Дуран
- Себастьян Фуйю

## Производство
25 марта 2024 года исполнительный продюсер Рой Рохас объявил название теленовеллы «Ангел Авроры». Это его первая теленовелла в качестве единственного исполнительного продюсера. 15 апреля 2024 года было объявлено, что Наталья Эсперон, Хорхе Салинас и Рафаэль Новоа исполнят главные роли. Несколько дней спустя Паулина Матос, Моисес Пеньялоса и Хосе Пабло Минор были утверждены в качестве участников актерского состава. Съемки начались 10 мая 2024 года.

## Рейтинги
| Сезон | Временной интервал (CT)   | Эпизоды | Премьера     | Премьера           | Финал | Финал              |
| Сезон | Временной интервал (CT)   | Эпизоды | Дата         | Зрители (миллионы) | Дата  | Зрители (миллионы) |
| ----- | ------------------------- | ------- | ------------ | ------------------ | ----- | ------------------ |
| 1     | понедельник-пятница 16:30 | 126     | 29 июля 2024 |                    |       |                    |

## Эпизоды
| №  | Название                                              | Дата премьеры    |
| -- | ----------------------------------------------------- | ---------------- |
| 1  | «¿Dónde está mi hijo?»                                | 29 июля 2024     |
| 2  | «No te puedes casar con Aurora»                       | 30 июля 2024     |
| 3  | «¿Por qué me odia tanto?»                             | 31 июля 2024     |
| 4  | «Aurora fue el amor de mi vida»                       | 1 августа 2024   |
| 5  | «Se ve hermosa»                                       | 2 августа 2024   |
| 6  | «Tu hijo está vivo»                                   | 5 августа 2024   |
| 7  | «Te voy a demandar»                                   | 6 августа 2024   |
| 8  | «Eres Ángel Gabriel»                                  | 7 августа 2024   |
| 9  | «¿Y cómo está su hermana Aurora Campero?»             | 8 августа 2024   |
| 10 | «Te amo»                                              | 9 августа 2024   |
| 11 | «Cómo puedo pensar que este muchacho es mi hijo»      | 12 августа 2024  |
| 12 | «¿Con quién engañabas a mi papá?»                     | 13 августа 2024  |
| 13 | «¿Por ella me quieres abandonar?»                     | 14 августа 2024  |
| 14 | «Gabriel no es mi hijo»                               | 15 августа 2024  |
| 15 | «¿Por qué le sacaste una prueba de ADN a mi hijo?»    | 16 августа 2024  |
| 16 | «El hijo de tu hermana está vivo»                     | 19 августа 2024  |
| 17 | «Jezabel es una arpía»                                | 20 августа 2024  |
| 18 | «Me encantas Helena»                                  | 21 августа 2024  |
| 19 | «No le cuentes a Patricia detalles de tu vida»        | 22 августа 2024  |
| 20 | «¿Quién es el Pintas?»                                | 23 августа 2024  |
| 21 | «Cáncer de hueso»                                     | 26 августа 2024  |
| 22 | «¿Así sería mi hijo?»                                 | 27 августа 2024  |
| 23 | «Me dieron ganas de saludar a Aurora»                 | 28 августа 2024  |
| 24 | «El hijo de Aurora puede estar vivo»                  | 29 августа 2024  |
| 25 | «Quiero evitar que acabes con tu madre»               | 30 августа 2024  |
| 26 | «Yo le dije a mi papá que te propusiera matrimonio»   | 2 сентября 2024  |
| 27 | «Enfrenta el miedo»                                   | 3 сентября 2024  |
| 28 | «Helena me gusta y quiero luchar por ella»            | 4 сентября 2024  |
| 29 | «No viene hablarte de amor»                           | 5 сентября 2024  |
| 30 | «¿Aceptarías ser mi esposa?»                          | 6 сентября 2024  |
| 31 | «Aurora está sufriendo por nuestra culpa»             | 9 сентября 2024  |
| 32 | «Luis Alberto perdió la vida»                         | 10 сентября 2024 |
| 33 | «Ruega para que no aparezca tu primo»                 | 11 сентября 2024 |
| 34 | «Ángel puede ser el hijo que le robaron»              | 12 сентября 2024 |
| 35 | «Ese día había un hombre llamado Juventino»           | 13 сентября 2024 |
| 36 | «Él no es el hombre ideal para mi hija»               | 16 сентября 2024 |
| 37 | «Quiero que seas mi esposa»                           | 17 сентября 2024 |
| 38 | «No puedo casarme contigo»                            | 18 сентября 2024 |
| 39 | «La vida me está castigando»                          | 19 сентября 2024 |
| 40 | «¡Nadie toca mis acciones!»                           | 20 сентября 2024 |
| 41 | «Al enemigo se le tiene cerca»                        | 23 сентября 2024 |
| 42 | «¿Por qué te quieres deshacer de él?»                 | 24 сентября 2024 |
| 43 | «Ese encargo no puede esperar»                        | 25 сентября 2024 |
| 44 | «Solo quería decirte que te amo»                      | 26 сентября 2024 |
| 45 | «No permitas que Helena viva con un hombre peligroso» | 27 сентября 2024 |
| 46 | «Es necesario que Helena y Ángel se separen»          | 30 сентября 2024 |
| 47 | «¿Quieres que me aleje de Helena?»                    | 2 октября 2024   |
| 48 | «Nada nos puede separar»                              | 3 октября 2024   |
| 49 | «¿Quieres que empiece a odiarte?»                     | 4 октября 2024   |
| 50 | «Le arruinaste la vida a tu propia hermana»           | 7 октября 2024   |
| 51 | «Arruinaste mi vida»                                  | 8 октября 2024   |
| 52 | «Demián está en peligro»                              | 9 октября 2024   |
| 53 | «¿Por qué me dejaste?»                                | 10 октября 2024  |
| 54 | «Mi madre me acusa de algo terrible»                  | 11 октября 2024  |
| 55 | «Pascual sabe quién es el atacante de Aurora»         | 14 октября 2024  |
| 56 | «¡Julio César vamos a casarnos!»                      | 15 октября 2024  |
| 57 | «¡Angél es Gabriel!»                                  | 16 октября 2024  |
| 58 | «¡Es el hijo de Aurora Campero!»                      | 17 октября 2024  |
| 59 | «Mi hijo está aquí»                                   | 18 октября 2024  |
| 60 | «Esta noche puede conocer a su hijo»                  | 21 октября 2024  |
| 61 | «No me toque nadie»                                   | 22 октября 2024  |
| 62 | «¡Ángel y yo ya somos novios!»                        | 23 октября 2024  |
| 63 | «Decidí luchar por mi felicidad»                      | 24 октября 2024  |
| 64 | «Que seas la mujer más feliz del universo»            | 25 октября 2024  |
| 65 | «No vuelvas a insultar a Ángel»                       | 28 октября 2024  |
| 66 | «Ese hombre ha enviado los anónimos»                  | 29 октября 2024  |
| 67 | «Eres un gran hombre»                                 | 30 октября 2024  |
| 68 | «Mis acciones van a pasar a mi hijo Gabriel»          | 31 октября 2024  |
| 69 | «¿Cómo me vas a entregar a Gabriel?»                  | 1 ноября 2024    |
| 70 | «¿Por qué le regalaste una casa?»                     | 4 ноября 2024    |
| 71 | «Voy a impedir la boda de Helena y Demián»            | 5 ноября 2024    |
| 72 | «Te casaste con Helena por capricho»                  | 6 ноября 2024    |

### Комментарии
1. ↑  Премьера состоялась 26 июля 2024 года онлайн на сайте Las Estrellas.[10]